# John Christian Bailar, Jr.
John Christian Bailar, Jr.   (Golden, 27 de maig de 1904 - Urbana, 17 d'octubre de 1991) fou un destacat químic inorgànic estatunidenc especialitzat en la química de coordinació.
Bailar es graduà a la Universitat de Colorado i es doctorà en química orgànica a la Universitat de Michigan. El 1928 es convertí en professor del departament de química de la Universitat d'Illinois. Es convertí en professor associat el 1930 i professor titular el 1943.
Malgrat s'havia doctorat en química orgànica a Illionis realitzà recerca en el camp de la química de coordinació, i gràcies a ell aquesta branca de la química cobrà interès als Estats Units. El reordenament de Bailar deu el nom a ell. Col·laborà en la fundació de la revista Inorganic Syntheses el 1939, de la divisió de química inorgànica de la Societat Química Americana el 1957, essent el seu primer president, i de la revista Inorganic Chemistry el 1962 El seu treball fou reconegut el 1964 amb la Medalla Priestley de l'American Chemical Society, organització de la qual fou president el 1959.